# Escuela Militar (Metropolitano)
La estación Escuela Militar es una estación del Metropolitano en Lima. Está ubicada en la intersección de la avenida Escuela Militar con la entrada principal de la Villa Militar en el distrito de Chorrillos. En sus alrededores se encuentra la Escuela Militar de Chorrillos la cual da el nombre a la estación.

## Características
Tiene dos plataformas para el embarque y desembarque de pasajeros, la entrada se ubica en el extremo sur de la estación a nivel del cruce peatonal y accesible para personas con movilidad reducida. Cuenta con máquinas y una taquilla para la compra y recarga de tarjetas.

## Servicios
La estación es atendida por los siguientes servicios:
| Servicio troncal | Indicador | Lunes a sábado | Domingo       |
| ---------------- | --------- | -------------- | ------------- |
| Regular          | Regular C | 05:00 - 23:00  | 05:00 - 23:00 |